# Häradshammars distrikt
Häradshammars distrikt är ett distrikt i Norrköpings kommun och Östergötlands län. 
Distriktet ligger sydost om Norrköping. 

## Tidigare administrativ tillhörighet
Distriktet inrättades 2016 och utgör socknen Häradshammar i Norrköpings kommun.
Området motsvarar den omfattning Häradshammars församling hade vid årsskiftet 1999/2000.